# Deianira
Deianira, Deïanira hoặc Deianeira (/ˌdiːəˈnaɪrə/ DEE-ə-NY-rə; tiếng Hy Lạp cổ: Δηϊάνειρα, đã Latinh hoá: Dēiáneira, or Δῃάνειρα, Dēáneira, IPA: [dɛːiáneːra]) còn được biết đến với cái tên Dejanira, là một công chúa người thành Calydon trong thần thoại Hy Lạp. Tên của cô được dịch ra là "kẻ tiêu diệt đàn ông" hoặc "người giết chồng cô ấy". Cô là vợ của người anh hùng Heracles và theo một dị bản cổ ra đời muộn hơn, cô là người đã vô tình giết chồng mình với cái áo của Nessus bị nhiễm độc. Deianira cũng là nhân vật chính trong một vở kịch của Sophocles là Người phụ nữ ở Trachis.

## Gia đình
Deianira là con gái của Althaea với chồng bà là Oeneus (tên của ông có nghĩa là "người bán rượu nho"), vua của thành Calydon (sau khi thần rượu nho ban tặng cho ông cây nho để trồng trọt), và là em gái của Meleager. Các anh chị em của cô là Toxeus, Clymenus, Periphas, Agelaus (hoặc Ageleus), Thyreus (hoặc là Phereus hoặc Pheres), Gorge, Eurymede và Melanippe.
Theo một vài dị bản, Deianira là con gái của vua Dexamenus ở Olenus và chị/em gái của Eurypylus, Theronice và Theraephone. Các nguồn khác gọi những người con gái này của Dexamenus là Mnesimache hoặc Hippolyte.
Deianira còn là mẹ của Onites, Hyllus, Glenus, Ctesippus và Macaria - người đã đánh bại Eurystheus để cứu những người Hy Lạp.

## Thần thoại và Văn học

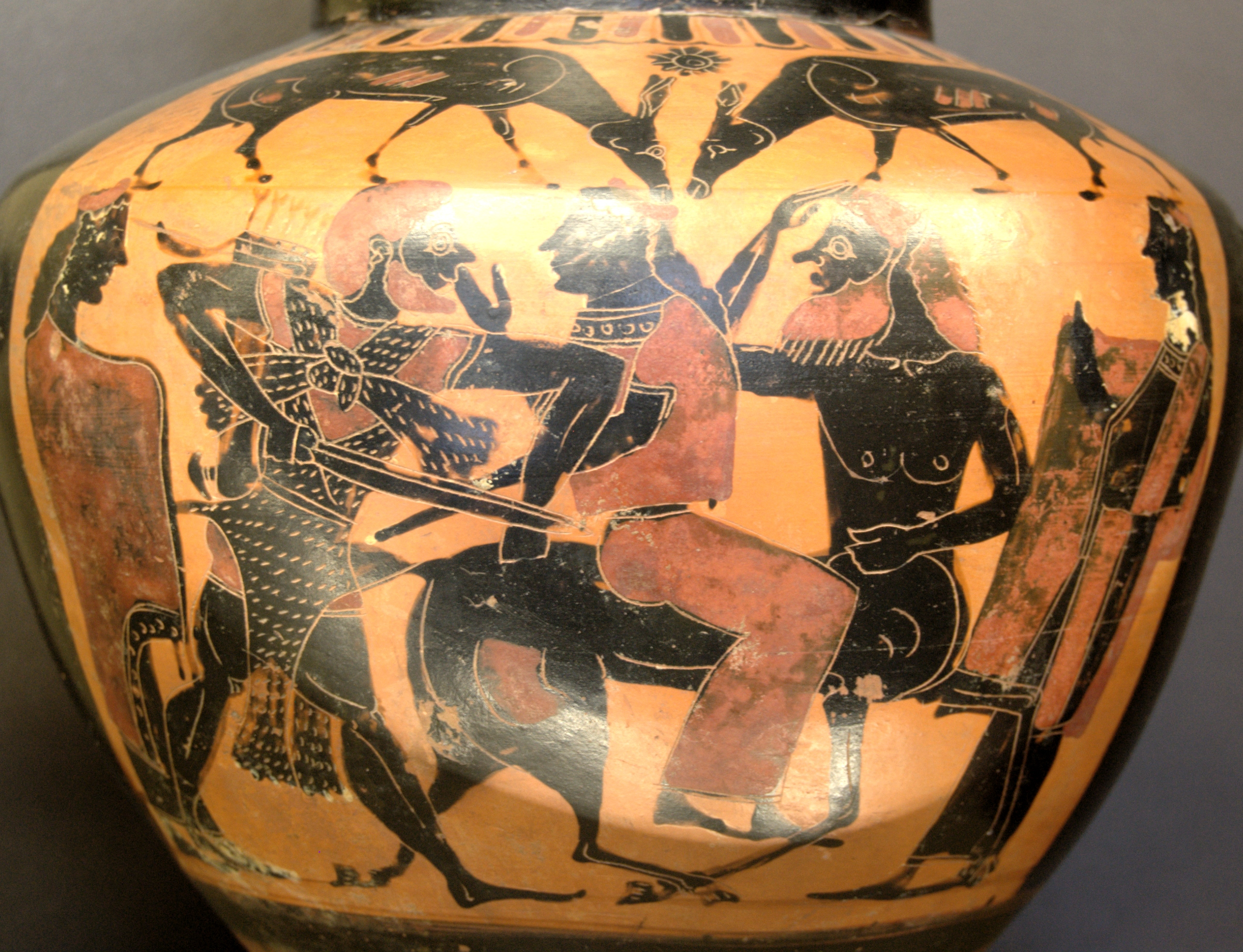
Heracles, Deianira và Nessus, 575-550 trước Công nguyên, Bảo tàng Louvre (E 803)

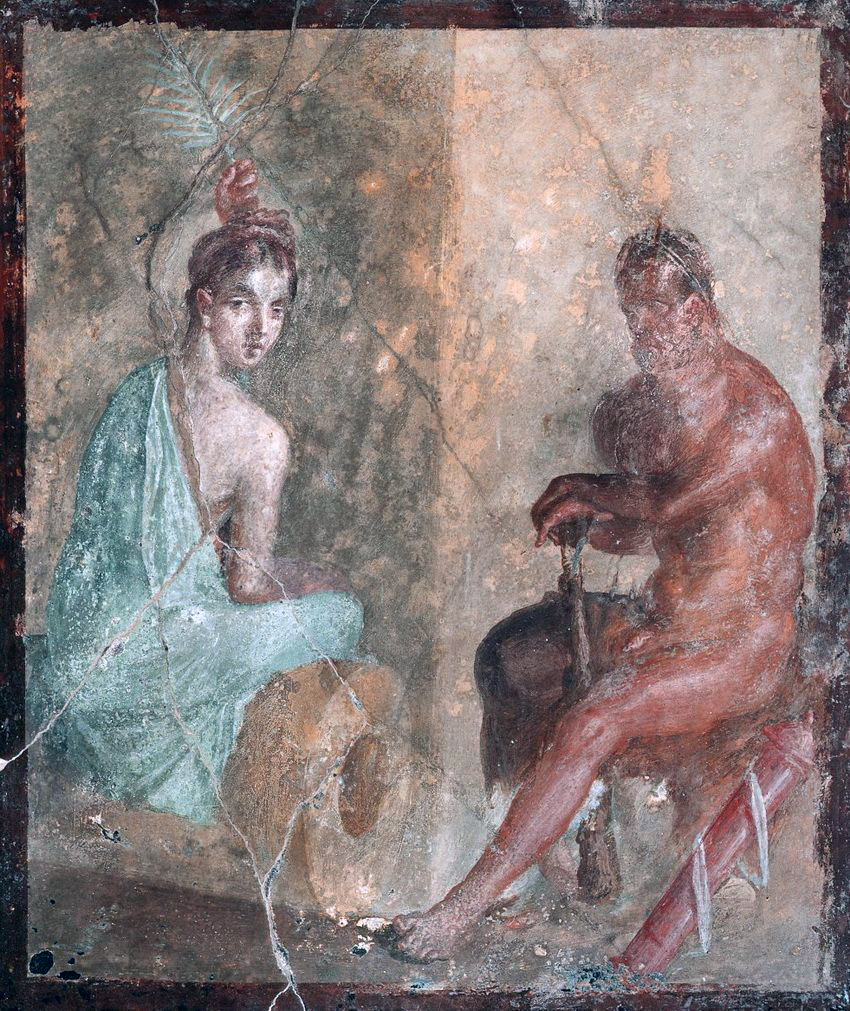
Heracles và Deianira, bức bích hoạ cổ tại Pompeii

### Cuộc hôn nhân với Heracles
Theo Bacchylides, khi người anh hùng Heracles xuống âm phủ để bắt chó ngao ba đầu Cerberus, anh đã gặp linh hồn của Meleager - anh trai Deianira. Meleager kể về cuộc đời mình, rồi cầu xin Heracles kết hôn với Deianira và Heracles chấp thuận.
Theo Sophocles, Deianira được thần sông Achelous cầu hôn nhưng Heracles đã đánh bại Achelous trong một cuộc thi để lấy được Deianira làm vợ.

Trong một phiên bản khác của câu chuyện trên, Deianira là con gái của Dexamenus. Heracles đã tới cưỡng hiếp cô rồi hứa sẽ quay trở lại cưới cô. Khi Heracles ra đi, nhân mã Eurytion xuất hiện và yêu cầu cưới cô làm vợ. Cha của cô vì sợ hãi nên đã đồng ý, tuy nhiên Heracles kịp thời quay lại trước hôn lễ để giết chết nhân mã và giành lấy cô dâu của mình.

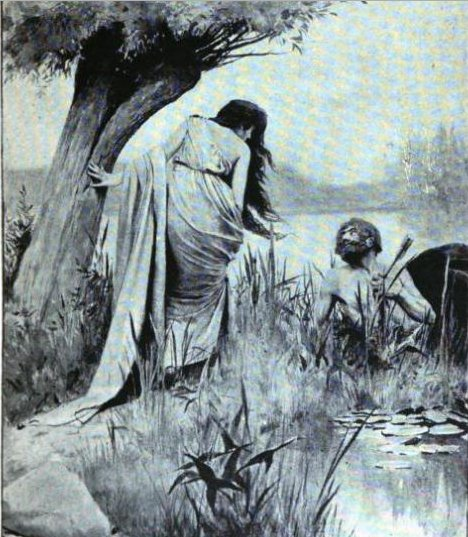
Deianira và nhân mã Nessus đang hấp hối nói với cô về thứ "bùa yêu" chính là máu độc của anh ta).

### Cái chết của Heracles
Câu chuyện trung tâm về Deianira liên quan đến Cái áo của Nessus. Một nhân mã tên là Nessus cố gắng để bắt cóc hoặc cưỡng hiếp Deianira khi anh ta chở cô qua dòng sông Euenos. Nhưng Heracles đã mau chóng cứu vợ bằng cách bắn mũi tên tẩm độc của mình vào người nhân mã. Trong lúc hấp hối, Nessus nói với Deianira lấy máu của anh ta tẩm vào một chiếc áo, chỉ cần đưa cho Heracles mặc thì anh sẽ chung thuỷ với cô suốt đời.

Deianira tin lời của anh ta và giữ một ít máu của Nessus bên mình. Heracles sinh ra những đứa con ngoài giá thú trên khắp Hy Lạp và sau đó đem lòng yêu Iole. Vì vậy, khi Deianira lo sợ chồng sẽ không còn yêu mình nữa, cô đã bôi một ít máu của Nessus lên chiếc áo lông sư tử Nemean nổi tiếng của Heracles. Lichas, người hầu của Heracles mang cho anh chiếc áo để anh mặc vào. Máu độc của nhân mã đốt cháy cơ thể Heracles một cách khủng khiếp, và cuối cùng anh đã nhờ người đưa mình vào giàn thiêu. Đau đớn, Deianira tự sát bằng cách treo cổ tự tử hoặc tự sát bằng kiếm.